# ATP Challenger Forlì
Das ATP Challenger Forlì (offizieller Name: Internazionali di Tennis Città di Forlì) war ein zwischen 2020 und 2022 stattfindendes Tennisturnier in Forlì, Italien. Es war Teil der ATP Challenger Tour und wurde im Freien auf Sand ausgetragen.

## Liste der Sieger

### Einzel
| Jahr | Sieger              | Finalgegner       | Ergebnis      |
| ---- | ------------------- | ----------------- | ------------- |
| 2022 | Lorenzo Musetti (2) | Francesco Passaro | 2:6, 6:3, 6:2 |
| 2021 | Mats Moraing        | Quentin Halys     | 3:6, 6:1, 7:5 |
| 2020 | Lorenzo Musetti (1) | Thiago Monteiro   | 7:62, 7:65    |

### Doppel
| Jahr | Sieger                                       | Finalgegner                       | Ergebnis         |
| ---- | -------------------------------------------- | --------------------------------- | ---------------- |
| 2022 | Nicolás Barrientos Miguel Ángel Reyes Varela | Sadio Doumbia Fabien Reboul       | 7:5, 4:6, [10:4] |
| 2021 | Sergio Galdós Orlando Luz                    | Pedro Cachín Camilo Ugo Carabelli | 7:5, 2:6, [10:8] |
| 2020 | Tomislav Brkić Nikola Čačić                  | Andrei Golubew Andrea Vavassori   | 3:6, 7:5, [10:3] |